# Чургович, Иван Иванович
Иван (Иоанн) Иванович Чургович (укр. Іван Чургович; 26 января 1791, с. Новоселица (теперь Ужгородского района Закарпатской области Украины) — 1862, Ужгород) — карпато-русский церковный, культурно—просветительский и литературный деятель XIX века, педагог, каноник, доктор богословия.

## Биография
Родился в закарпатском селе в семье грекокатолического священника Ивана Чурговича. Окончил Ужгородский гимназию. Затем изучал философию в Будапештском университете, после окончания которого продолжил обучение в ужгородской грекокатолической богословской семинарии.
В 1817 году был рукоположен и одновременно начал преподавать в Ужгородской гимназии.
В 1819 году решил продолжить своё богословское греко-католическое образование и уже как докторант прослушал курс в Августинеуме (или Фринтанеуме) в Вене. Здесь в 1823 получил степень доктора богословия.
В 1825 году Чургович был назначен директором Ужгородской гимназии, которую возглавлял до 1856 года.
После смерти епископа Алексея Повчия в 1831 году каноник Иван Чургович управлял Мукачевской грекокатолической епархией Русинской греко-католической церкви как капитульний викарий до момента рукоположения в епископы в 1838 году Василия Поповича.
В 1839 году И. Чургович был назначен директором Ужгородской мужской греко-католической учительской семинарии. На этой должности он трудился до 1861 года. Во время своего руководства добился у властей признания для семинарии статуса юридического лица со всеми положенными для этого правами. За счëт епархиальніх фондов ему удалось в 1845 году построить на территории двора Ужгородского замка, возле его южной стены, двухклассное помещение для семинарии (сохранившееся до настоящего времени).
Иван Чургович был одним из самых образованных людей своего времени, владел девятью европейскими языками. Оставил после себя большую библиотеку, в основном, по вопросам философии. Теперь Ивана Чурговича называют «Карпато-русским Плутархом».
Автор книг:
- Церковні проповіди Иоанна Чурговича
- О разводе брака по причине чужеложства (написанное на латинском языке). 1848

Кроме того, написал несколько трудов по теории и практике образования, обучения и воспитание молодëжи.
Много усилий приложил для создания и строительства в закарпатских сëлах новых школ, обеспечения их квалифицированными педагогическими кадрами.